# Juan Trilla
Juan Nicolás Trilla (Buenos Aires, 7 de enero de 1922-30 de enero de 2009) fue un contador público nacional y doctor en economía. Dirigente de la Unión Cívica Radical. 

## Carrera
Nació el 7 de enero de 1922 en la Capital Federal. Era contador público nacional y doctor en economía.
Se había afiliado al radicalismo en 1955 y había militado en la Unión Cívica Radical del Pueblo. Reconocido como un hombre dialoguista, fue fiel seguidor de Ricardo Balbín. En 1974, asumió la presidencia del radicalismo porteño, cargo que mantuvo hasta 1983. Ese año, ganó la banca de senador nacional, que ejerció durante nueve años. Fue hombre de confianza de Raúl Alfonsín y presidió la Comisión de Presupuesto del Senado entre 1983 y 1989.
Falleció el 30 de enero de 2009. Sus restos fueron inhumados en el cementerio de la Chacarita. Estaba casado y tenía un hijo, Eduardo.